# Sint-Sebastiaankerk (Niederstadtfeld)
De Sint-Sebastiaankerk (Duits: St. Sebastian Kirche) is een parochiekerk in de Duitse plaats Niederstadtfeld in de Landkreis Vulkaneifel en gelegen aan Hauptstraße 14. De toren is het oudste deel van de kerk en stamt uit de 13e eeuw.

## Geschiedenis
De plaats Niederstadtfeld (eerst Stadevelt genoemd) werd in 1005 voor het eerst in bronnen vermeld. Een kerkgebouw werd voor het eerst vermeld in een oorkonde uit 1330. Rond 1570 behoorde de kerk en parochie toe tot het decanaat van Kyllburg of Bitburg. Tot 1803 viel de kapel van het zuidelijk gelegen Schutz onder de parochie van Niederstadtfeld. In 1808 ging de parochie, na een herindeling, toebehoren aan het kanton van Daun, vanaf 1827 het decanaat van Daun. Bij deze herindeling werd de kerk van het nabijgelegen Oberstadtfeld als dochterkerk bij de parochie gevoegd.
De patroonheilige van de parochie is Sint-Sebastiaan. Daarnaast werd in 1743 Sint-Catharina als tweede patroonheilige ingesteld.
Tot 1978 lag bij de kerk een begraafplaats. Reeds vanaf 1958 werd gebruik gemaakt van een nieuwe begraafplaats die ten noorden van de plaats was aangelegd.

## Gebouw
De toren, gelegen aan de oostzijde van de kerk, werd rond 1300 gebouwd. Al in 1640 drong een visitator aan op herstel van het kerkgebouw. In 1769 werd de kerk grondig uitgebreid met de bouw van een nieuw eenbeukig schip en een galerij. In 1843 vonden weer werkzaamheden plaats. Het schip werd verlengd met twee vensterassen, de oude ramen werden vergroot, de toren werd verhoogd, het gebouw werd gerestaureerd en de sacristie werd verplaatst van de noordzijde van de toren naar de oostzijde. Het koor bevindt zich onder de toren.
In 1852 werden drie luidklokken aangeschaft van 1630, 897 en 507 pond. Deze werden tijdens de Tweede Wereldoorlog in beslag genomen en vergoten. Begin 1950 werden nieuwe klokken aangeschaft, waaronder twee stalen en een bronzen klok. In 1990 werd de kerk gerenoveerd en heringericht. Hierbij werden oude muurschilderingen aangetroffen.
In 1828 werd een pastorie gekocht voor de pastoor. Dit gebouw werd in 1843 uitgebreid, maar in 1954 afgebroken, waarna een nieuwe pastorie werd gebouwd. Dit nieuwe gebouw uit 1955 werd in 1992 verkocht.

## Inventaris
In de kerk bevinden zich een preekstoel uit 1845 en een doopvont uit 1848, beide gemaakt door beeldhouwer Paul Zillgen uit Gillenfeld. In 1847 waren in de kerk twee nieuwe zijaltaren geplaatst, gewijd aan Sint-Jozef en Moeder Gods.
Op 25 januari 1998 werd een nieuw orgel ceremonieel in gebruik genomen. Het nieuwe orgel werd geleverd door orgelbouwer Gustav Cartellieri uit Wittlich en telt 13 registers.